# Устьважская волость
Устьва́жская волость — административно-территориальная единица в составе Шенкурского уезда Архангельской губернии. Административный центр — село Семёновское, село Усть-Вага.

## География
Устьважская волость находилась на севере Шенкурского уезда, на берегах рек Северная Двина и Вага.  

## История
Усть-Вага была одним из владений новгородцев в Заволочье ещё в XI—XII веках. Затем Устьважская волость входила в состав Ледского стана Шенкурской четверти Важского уезда. С 1780 года — в составе  Шенкурского уезда.
В начале XIX века был образован Устьважский удельный приказ, в который вошли Усть-Важская, Корбальская, Ростовская, Шиленьгская, Прилуцкая, Осиновская, Слободская, Усть-Ваеньгская, Есиповская, Березницкая, Пяндская и Чажестровская волости. Крестьяне Устьважского удельного приказа подготовили для Архангельского порта в 1826 году по подрядам 15 тысяч четвертей древесного угля, 2 тысяч саженей аршинных и 50 саженей трёхаршинных дров. В 1837 году Устьважская волость вошла в состав второго полицейского стана Шенкурского уезда. В 1863 году Устьважский удельный приказ был преобразован в волость, а волости, входившие в его состав, — в сельские общества. В 1885 году волостное правление Устьважской волости было перенесено из Усть-Ваги в село Семёновское (ныне — Березник). В 1903 году Устьважская волость вошла в состав третьего стана Шенкурского уезда. В 1918—1919 годах волость была захвачена войсками интервентов. Постановлением ВЦИК «Об административном делении Архангельской губернии» от 9 июня 1924 года, ходе первого этапа укрупнения волостей, Шилингско-Прилуцкая волость была включена в состав Устьважской волости. На 1 января 1926 года в Устьважской волости было 6 сельсоветов. 4 октября 1926 года вышло постановление ВЦИК об укрупнении волостей. По этому постановлению, в ходе второго этапа укрупнения волостей, в состав Устьважской волости была включена территория, упразднённой Власьевской волости (Моржегоры).
В 1929 году, после ликвидации губернско-уездно-волостного административного деления, из северной части Шенкурского уезда (Усть-Важская волость (без Моржегорского и Калежского сельсоветов, отошедших к Емецкому району), Кургоминская волость и Кицкий сельский совет Шеговарской волости) был создан Березницкий район в Архангельском округе Северного края.

## Современное положение
Ныне, территория бывшей Устьважской волости занимает северную часть Виноградовского района Архангельской области, входя в состав Березниковского городского и Осиновского, Усть-Ваеньгского, Моржегорского сельских поселений.

## Демография
В 1785 году в Устьважской волости проживало 807 человек. В 1918 году в Устьважской волости было 2920 человек обоего пола. По переписи населения 1926 года в Устьважской волости проживало 8396 человек.